# Beata Zdanowska
Beata Zdanowska (ur. 13 sierpnia 1960) – polska lekkoatletka, wieloboistka, medalistka mistrzostw Polski.

## Kariera sportowa
Była zawodniczką Hutnika Kraków.
Na mistrzostwach Polski seniorów na otwartym stadionie zdobyła jeden medal: srebrny w siedmioboju w 1980. W 1980 została również halową wicemistrzynią Polski seniorek w pięcioboju.
Rekord życiowy w siedmioboju – 5277 (15.06.1980 – według tabel obowiązujących od 1985).